# حسين فيليز
حسين فيليز (بالتركية: Hüseyin Filiz)‏, (ولد: 2 شباط 1958, في تشانقِرِه, تركيا) سياسي تركي. ونائب حالي وسابق في البرلمان التركي لأكثر من دورة ممثلا عن حزب العدالة والتنمية.